# Radical 149
El radical 149, representado por el carácter Han 言, es uno de los 214 radicales del diccionario de Kangxi. En mandarín estándar es llamado 言部, (yán bù, ‘radical «hablar»’); en japonés es llamado 言部, げんぶ (genbu), y en coreano 언 (eon).
El radical «hablar» aparece comúnmente en el lado izquierdo de los caracteres que clasifica (por ejemplo en 䚯). En algunas ocasiones puede aparecer en la parte inferior de los caracteres (por ejemplo, en 䚻). En el sistema de simplificación de los caracteres chinos de la República Popular de China, el carácter 言 ha sido simplificado a la forma 讠, por lo que los caracteres donde aparece también han sido simplificados para reflejar este cambio (por ejemplo de 計 a 计).
Los caracteres clasificados bajo el radical 149 suelen tener significados relacionados con el lenguaje y la comunicación. Como ejemplo de lo anterior están 語, ‘idioma’; 話, ‘palabra’; 読, ‘leer’.

## Nombres populares
- Mandarín estándar: 言字旁, yán zì páng, ‘carácter «hablar» en un lado’; 言字底, yán zì dǐ, ‘carácter «hablar» en la parte inferior’.
- Coreano: 말씀언부, masseum eon bu, ‘radical eon-palabra’.
- Japonés:　言偏（ごんべん）, gonben, ‘radical «palabra» en el lado izquierdo del carácter’.[1]
- En occidente: radical «hablar».

## Galería
| Estilos antiguos                                 | Estilos antiguos                  | Estilos antiguos                        | Estilos antiguos                   | Estilos antiguos                   | Estilos empleados actualmente       | Estilos empleados actualmente  | Estilos empleados actualmente    | Estilos empleados actualmente   | Estilos empleados actualmente  |
|                                                  |                                   |                                         |                                    |                                    |                                     | 言                             | 讠                               |                                 |                                |
| 甲骨文 jiǎgǔwén (escritura de huesos oraculares) | 金文 jīnwén (escritura de bronce) | 简帛 jiǎnbó (escritura de bambú y seda) | 篆文 zhuànwén (escritura de sello) | 篆文 zhuànwén (escritura de sello) | 隸書 lìshū (estilo de los escribas) | 楷書 kǎishū (estilo regular)   | 楷書 kǎishū (estilo regular)     | 行書 xǐngshū (estilo corriente) | 草書 cǎoshū (estilo de hierba) |
| 甲骨文 jiǎgǔwén (escritura de huesos oraculares) | 金文 jīnwén (escritura de bronce) | 简帛 jiǎnbó (escritura de bambú y seda) | 大篆 dàzhuàn (sello grande)        | 小篆 xiǎozhuàn (sello pequeño)     | 隸書 lìshū (estilo de los escribas) | 繁體／繁体 fántǐ (tradicional) | 简体／簡體 jiǎntǐ (simplificado) | 行書 xǐngshū (estilo corriente) | 草書 cǎoshū (estilo de hierba) |

## Caracteres con el radical 149

| trazos | carácter |                                                                      |
| ------ | --- | -------------------------------------------------------------------- |
| + 0    | 言 訁 | 讠                                                                   |
| + 2    | 䚮 䚯 䚰 訂 訃 訄 訅 訆 訇 計 | 计 订 讣 认 讥                                                       |
| + 3    | 䚱 䚲 訉 訊 訋 訌 訍 討 訏 訐 訑 訒 訓 訔 訕 訖 託 記 訙 訚 | 讦 讧 讨 让 讪 讫 讬 训 议 讯 记 讱                                  |
| + 4    | 䚳 䚴 䚵 䚶 䚷 䚸 䚹 䚺 䚻 䚼 䚽 䚾 䚿 䛀 䛁 䛂 䛃 䜣 訛 訜 訝 訞 訟 訠 訡 訢 訣 訤 訥 訦 訧 訨 訩 訪 訫 訬 設 訮 訯 訰 許 訲 訳                                                                | 讲 讳 讴 讵 讶 讷 许 讹 论 讻 讼 讽 设 访 诀                         |
| + 5    | 䛄 䛅 䛆 䛇 䛈 䛉 䛊 䛋 䛌 䛍 䛎 䛏 䛐 䛑 䛒 䛓 訴 訵 訶 訷 訸 訹 診 註 証 訽 訾 訿 詀 詁 詂 詃 詄 詅 詆 詇 詈 詉 詊 詋 詌 詍 詎 詏 詐 詑 詒 詓 詔 評 詖 詗 詘 詙 詚 詛 詜 詝 詞 詟 詠          | 证 诂 诃 评 诅 识 诇 诈 诉 诊 诋 诌 词 诎 诏 诐 译 诒                |
| + 6    | 䛔 䛕 䛖 䛗 䛘 䛙 䛚 䛛 䛜 䜤 詡 詢 詣 詤 詥 試 詧 詨 詩 詪 詫 詬 詭 詮 詯 詰 話 該 詳 詴 詵 詶 詷 詸 詹 詺 詻 詼 詽 詾 詿 誀 誁 誂 誃 誄 誅 誆 誇 誈 誉 誊                                     | 诓 诔 试 诖 诗 诘 诙 诚 诛 诜 话 诞 诟 诠 诡 询 诣 诤 该 详 诧 诨 诩 |
| + 7    | 䛝 䛞 䛟 䛠 䛡 䛢 䛣 䛤 䛥 䛦 䛧 䛨 誋 誌 認 誎 誏 誐 誑 誒 誓 誔 誕 誖 誗 誘 誙 誚 誛 誜 誝 語 誟 誠 誡 誢 誣 誤 誥 誦 誧 誨 誩 說 誫 説 読 誮 說 說                                           | 诪 诫 诬 语 诮 误 诰 诱 诲 诳 说 诵 诶                               |
| + 8    | 䛩 䛪 䛫 䛬 䛭 䛮 䛯 䛰 䛱 䛲 䛳 䛴 䛵 䛶 䛷 䛸 䜥 誯 誰 誱 課 誳 誴 誵 誶 誷 誸 誹 誺 誻 誼 誽 誾 調 諀 諁 諂 諃 諄 諅 諆 談 諈 諉 諊 請 諌 諍 諎 諏 諐 諑 諒 諓 諔 諕 論 諗 諘 諙 諚 諩 論 諒 | 请 诸 诹 诺 读 诼 诽 课 诿 谀 谁 谂 调 谄 谅 谆 谇 谈 谉 谊          |
| + 9    | 䛹 䛺 䛻 䛼 䛽 諛 諜 諝 諞 諟 諠 諡 諢 諣 諤 諥 諦 諧 諨 諪 諫 諬 諭 諮 諯 諰 諱 諲 諳 諴 諵 諶 諷 諸 諹 諺 諻 諼 諽 諾 諿 謀 謁 謂 謃 諾 諸                                                    | 谋 谌 谍 谎 谏 谐 谑 谒 谓 谔 谕 谖 谗 谘 谙 谚 谛 谜 谝 谞          |
| + 10   | 䛾 䛿 䜀 䜁 䜂 䜦 䜧 謄 謅 謆 謇 謈 謉 謊 謋 謌 謍 謎 謏 謐 謑 謒 謓 謔 謕 謖 謗 謘 謙 謚 講 謜 謝 謞 謟 謠 謡 謢                                                                               | 谟 谠 谡 谢 谣 谤 谥 谦 谧                                           |
| + 11   | 䜃 䜄 䜅 䜆 䜇 䜈 䜉 䜊 䜨 謣 謤 謥 謦 謧 謨 謩 謪 謫 謬 謭 謮 謯 謰 謱 謲 謳 謴 謵 謶 謷 謸 謹 謺 謻 謼 謽 謾                                                                                  | 谨 谩 谪 谫 谬                                                       |
| + 12   | 䜋 䜌 䜍 䜎 䜏 䜐 䜑 謿 譀 譁 譂 譃 譄 譅 譆 譇 譈 證 譊 譋 譌 譎 譏 譐 譑 譒 譓 譔 譕 譖 譗 識 譙 譚 譛 譜                                                                                     | 谭 谮 谯 谰 谱 谲 識                                                 |
| + 13   | 䜒 䜓 䜔 䜕 䜖 䜗 䜘 譍 譝 譞 譟 譠 譡 譢 譣 譤 譥 警 譧 譨 譩 譪 譫 譬 譭 譮 譯 議 譱 譲 | 谳 谴 谵                                                             |
| + 14   | 䜙 䜚 䜛 䜜 䜝 䜞 譳 譴 譵 譶 護 譸 譹 譺 譻 譼 譽 |                                                                      |
| + 15   | 䜟 䜠 䜡 譾 譿 讀 讁 讂 讃 讄 讅 讀 |                                                                      |
| + 16   | 䜢 䜩 讆 讇 讈 讉 變 讋 讌 讍 讎 讏 讐 |                                                                      |
| + 17   | 讑 讒 讓 讔 讕 讖 | 谶                                                                   |
| + 18   | 讗 讘 讙 |                                                                      |
| + 19   | 讚 讛 |                                                                      |
| + 20   | 讜 讝 讞 |                                                                      |
| + 22   | 讟 |                                                                      |